# Левин-Эпштейн, Эльяху Зэев
Левин-Эпштейн Эльяху Зэев (28 июля 1864, Волковыск Гродненской губернии — 18 июля 1932, Реховот) — издатель, общественный деятель. Один из основателей Реховота.

## Биография
Родился в семье основателя и директора издательского дома Шмуэля Левина-Эпштейна. Получил традиционное еврейское образование, сначала в хедере, затем в Воложинской иешиве.С юных лет член «Ховевей Цион» в Варшаве, где находился издательский дом отца.
В 1890 году эмигрировал в Эрец-Исраэль. Один из основателей Реховота. В 1896 году возглавил местный комитет по образованию. Вместе с С. Х. Валкомитцем основал первую школу в Реховоте. В 1896 году участвовал в создании фирмы «Кармель» по снабжению винами России. В 1900 году основал филиал фирмы в Нью-Йорке и возглавлял его долгие годы. Активно принимал участие в сионистском движении США. В 1918 году вернулся в Эрец-Исраэль.